# Велика награда Аустралије 2019.
Велика награда Аустралије 2019 (званично Formula 1 Rolex Australian Grand Prix 2019) трка је формуле 1, одржана 17. марта 2019, на аутомобилској стази у Мелбурну, Мелбурн, Аустралија. Прва је трка у оквиру сезоне 2019 и 83 трка за Велику награду Аустралије, која је први одржана 1928. године. Трка је укупно 28 која је вожена на стази Алберт Парк и 35 трка од прикључења Велике награде Аустралије шампионату Формуле 1. Одржана је прије Велике награде Бахреина.
На стази укупне дужине 307.574 km, гдје је вожено 58 кругова, побиједио је возач Мерцедеса, Валтери Ботас, који је стартовао са другог мјеста. На другом мјесту завршио је други возач Мерцедеса — Луис Хамилтон, који је стартовао са пол позиције, док је на трећем мјесту завршио возач Ред була – Макс Верстапен.
Ботас је већ у првој кривини обишао Хамилтона, водио до краја и побиједио 20 секунди испред Хамилтона. У претпоследњем кругу остварио је најбржи круг трке и освојио додатни бод. Хамилтон је у финишу губио предност од Верстапена и завршио је двије секунде испред, док је Себастијан Фетел, који је стартовао са трећег мјеста, завршио на четвртом мјесту, 35 секунди иза Верстапена.
Луис Хамилтон је у трку ушао као актуелни шампион, након освајања пете титуле у сезони 2018, док је Мерцедес на прву трку у шампионату ушао као петоструки узастопни шампион у конкуренцији конструктора. Након трке, Ботас је узео вођство у шампионату, осам бодова испред Хамилтона, док је у конкуренцији конструктора, Мерцедес узео вођство, 22 бода испред Ферарија.

## Извјештај

### Позадина
Велика награда Аустралије била је прва трка у сезони 2019, одржана је 17. марта 2019, на стази Алберт Парк, у Мелбурну, Викторија, Аустралија. Недељу дана прије трке, на тргу Федерација, организован је ручак, први такве врсте за спорт. На трци је учествовало 10 тимова са по два возача. Тимови (такође познати као конструктори) који су учествовали су: Алфа Ромео, Ферари, Хас, Макларен, Мерцедес, Рејсинг Поинт, Ред бул, Рено, Торо Росо и Вилијамс. Пред старт сезоне, Заубер је, према спонзорском уговору, промијенио име у Алфа Ромео, док је сједиште, менаџмент и све друго, остало исто. Рејсинг Поинт је такође дебитовао као независни конструктор, након што су преузели мјесто и такмичили се под именом Форс Индија у сезони 2018. Од возача, Александер Албон, Ландо Норис и Џорџ Расел су дебитовали у формули 1, док су се Антонио Ђовинаци, Роберт Кубица и Данил Квјат вратили након паузе.
Директор трке, Чарли Вајтинг, умро је недељу дана прије трке и за привременог замјеника именован је Мајкл Маси. Локални званичници су преузели остале функције које је Вајтинг обављао, док се не именује директор трке на дужи период.
Снадбијевач гума за формулу 1, Пирели, донио је на трку три компоненте гума: меке, средње и тврде. Према правилима која су усвојена од сезоне 2019, називи гума су поједностављени; у сезони 2018, називи гума су били од супер тврде до хипер меке, док су називи у сезони 2019 исти на свакој трци, с тим да су обиљежене словима и бојом. Тврде су обиљежене бијелом бојом и од Ц1 за најтврђе до Ц5, док су меке обиљежене црвеном бојом и од Ц5 за најмекше до Ц1. Средње су обиљежене жутом бојом. Пирели је на трку донио тврде Ц2, средње Ц3 и меке Ц4 компоненте гума.
У сезони 2019, систем бодовања остао је исти, док додатни бод добија возач који одвезе најбржи круг на трци, ако је претходно завршио трку у зони бодова, у првих десет. Додатни бод се такође додјељује и конструктору за који возач вози.

### Тренинг и квалификације
Три тренинг сесије одржане су прије трке, прве двије одржане су у петак, ујутру и послије подне, обје су трајале по сат и по, док је трећа сесија одржана у суботу ујутру и трајала је сат времена. У првој сесији, Луис Хамилтон је био најбржи, са временом од 1:23.599, испред возача Ферарија, Себастијана Фетела и Шарла Леклера, док је Макс Верстапен остварио четврто вријеме. Валтери Ботас је тренинг завршио на петом мјесту, испред Кимија Рејкенена, док су топ десет комплетирали Данил Квјат, Пјер Гасли, Кевин Магнусен и Нико Хилкенберг. Александер Албон је ударио у зид у кривини 2, приликом чега је остао без предњег крила, али је могао да одвезе болид у гаражу.
Хамилтон је био најбржи и у другој сесији, са временом од 1:22.600, испред Ботаса, док су возач Ред була — Верстапен и Гасли, заузели треће и четврто мјесто, испред Фетела. Рејкенен је поново остварио шесто најбоље вријеме, испред Хилкенберга, док су топ десет комплетирали Данијел Рикардо, Леклер и Ромен Грожан. Хамилтон је био најбржи и у трећој сесији, са временом од 1:22.292, испред Фетела и Леклера, док је Грожан остварио четврто вријеме. Пето најбоље вријеме остварио је Магнусен, испред Гаслија и Ботаса, док су топ десет комплетирали Квјат, Верстапен и Рикардо. Макларен је непрописно пустио на стазу Ланда Нориса, који је ударио Роберта Кубица, због чега је тим кажњен.
Квалификације су одржане у суботу послије подне, биле су подијељене у три периода, који су именовани као Q1, Q2 и Q3. Први период трајао је 18 минута и у њему су из даљих квалификација елиминисани возачи који су завршили испод 15 мјеста. Други период трајао је 15 минута и у њему су из даљих квалификација елиминисани возачи који су завршили испод десетог мјеста. Последњи период трајао је 12 минута и у њему је учествовало првих десет возача из другог периода, који су одлучивали о стартним позицијама пред трку. Леклер је био најбржи у Q1, испред Хамилтона, док су елиминисани Ленс Строл, Пјер Гасли, Карлос Саинс млађи, Џорџ Расел и Роберт Кубица. Елиминација Гаслија било је изненађење, које је проузроковала неочекивана еволуција стазе. Саинс је био разочаран због елиминације, посебно након што се његов сувозач, Ландо Норис, квалификовао на осмом мјесту. Изјавио је да је морао да успори након што је Кубица имао проблема са гумом испред њега. Сесија је прошла без инцидената до пред крај, када је Кубица ударио у зид, због чега је доживио дефект.
У Q2, Хамилтон је остварио најбоље вријеме, испред Ботаса, док је најбржи од возача који нису прошли у Q3 био Нико Хилкенберг, који је био три десетинке спорији од Серхија Переза. У Q2 елиминисани су још Данијел Рикардо, Александер Албон, Антонио Ђовинаци и Данил Квјат. Изненађење су били возачи Реноа, који су елиминисани, након што су на тестирањима остварили четврта најбоља времена, док је Ландо Норис прошао у Q3, што Макларен није очекивао.
У трећој сесији квалификација, сви тимови су имали два покушаја да одвезу најбрже вријеме. У првом покушају, Ботас је поставио нови рекорд стазе у квалификацијама, испред Хамилтона и Фетела. У другом покушају, Хамилтон је поставио нови рекорд стазе и узео пол позицију, испред Ботаса и Фетела, док је Верстапен остварио четврто најбоље вријеме. Леклер се квалификовао на петом мјесту, испред Грожана, док су топ десет комплетирали Магнусен, Норис, Рејкенен и Перез. Леклер је након квалификација истакао да није задовољан својим перформансама, изјавивши да је могао да заврши међу прва три, али да није успио због неуредног круга.

### Трка
Ботас је стартовао са другог мјеста, али је већ у првој кривини обишао Хамилтона и преузео вођство. Рикардо се борио за позицију са Перезом; морао је да оде преко траве да би избјегао контакт, због чега је оштетио предње крило, пао на последње мјесто и морао је у бокс. Леклер је обишао Верстапена, а затим напао Фетела, али безуспјешно и Верстапен га је обишао. Кубица је оштетио предње крило и морао је у бокс већ у првом кругу.
У деветом кругу, Карлос Саинс млађи је угасио болид на уласку у бокс, због великог дима који је излазио из задњег дијела болида, што је праћено ватром и морао је да напусти трку, поставши први возач у сезони који је одустао са трке. Рејкенен је отишао у бокс у 13 кругу, док је Гасли са 17 дошао до 12 мјеста. Нико Хилкенберг и Перез су затим отишли у бокс, а након њих и Фетел, који је узео средње гуме. Хамилтон је отишао у бокс круг касније и вратио се на стазу испред Фетела, док је Грожан имао проблема са предњом лијевом гумом и изгубио је три позиције током боравка у боксу. Ђовинаци је отишао широко у кривини 13, захваљујући чему га је Грожан обишао. Ботас је отишао у бокс у 23 кругу, због чега је Верстапен преузео лидерску позицију, али се Ботас круг касније вратио на прво мјесто, након чега је Верстапен отишао у бокс. Леклер је отишао у бокс у 29 кругу, док је био на другом мјесту, а на стазу се вратио на петом мјесту. У 28 кругу, Рикардо је напустио трку због инцидента који је имао у првом кругу, док је Верстапен обишао Фетела у 31 кругу. Грожан је зауставио болид поред стазе, због проблема са точком и морао је да напусти трку у 29 кругу, док је Квјат отишао широко у покушају да обиђе Строла у 38 кругу. У претпоследњем кругу, Ботас је остварио најбржи круг трке и побиједио је 20 секунди испред Хамилтона, док је на трећем мјесту завршио Верстапен. Фетел је завршио на четвртом мјесту, испред Леклера и Магнусена, док су топ десет комплетирали Хилкенберг, Рејкенен, Ленс Строл и Квјат. Гасли је завршио на првој позицији ван зоне бодова, испред Нориса, Переза и Албона, док су као последњи класификовани возачи завршили Ђовинаци, Расел и Кубица. Ботас је постао први возач који је освојио додатни бод за најбржи круг, након Мориса Тринтингана, који је додатни бод освојио на Великој награди Сједињених Америчких Држава 1958.

### Након трке
Три првопласирана возача изашла су на подијум за церемонију, додјелу трофеја и конференцију. Ботас је истакао да му је трка била најбоља у каријери, изјавивши: „Не знам шта да кажем. Ово је дефинитивно моја најбоља трка икада. Не знам шта се десило. Осјећао сам се тако добро и све је било под контролом. Аутомобил је био јако добар данас. Морам да уживам данас“. Хамилтон је истакао да је задовољан и да је тим обавио добар посао, изјавивши: „Био је добар викенд за тим, тако да морам да будем срећан због свих, који су одрадили фантастичан посао. Валтери је возио невјероватну трку данас, тако да је стварно заслужио побједу. Ми имамо мало посла да обавимо. И даље, ово је сјајан, сјајан старт године, више него што смо као тим могли да се надамо“. Верстапен је истакао да је срећан са мјестом на подијуму и тиме што је могао да изазове Мерцедес, изјавивши: „Стартовати сезону на подијуму, изазивајући Мерцедес испред, мислим да је то веома позитиван старт за нас. Такође велико браво тиму након тешког петка који смо имали. Такође велико хвала Хонди, такође њихов први подијум у v6 ери, срећан сам због њих. Морао сам да обиђем Себа за подијум, што није лако овдје. Био сам срећан након тог потеза, затим сам изазвао Луиса за друго мјесто, са чиме сам веома задовољан“.
Данијел Рикардо је излетио са стазе у првом кругу, због чега је пао на последње мјесто, а трку је напустио у 28 кругу, о чему је рекао да не криви никога осим траву, изјавивши: „Очигледно је да нисам уопште хтио да идем кроз траву, али борио сам се са Перезом и за мене је унутрашњи дио био најбоље мјесто да прођем. Видио сам да се помјерио, па је природна реакција била да се помјерим, јер је он и даље био испред мене. Последње помјерање ми је бацило точак на траву. Нисам био забринут ако ставим оба точка на траву, јер сам мислио да и даље имам моментум. Али убрзо отишао сам на траву гдје је било жљебова. Штета је што је све било завршено тако брзо“.
Након трке, Ботас је узео вођство у шампионату, осам бодова испред Хамилтона, док је на трећем мјесту Верстапен. У конкуренцији конструктора, Мерцедес је узео вођство 22 бода испред Ферарија, док је на трећем мјесту Ред бул са 15 бодова, седам мање од Ферарија.

## Резултати

### Квалификације
| Поз                    | БР | Возач              | Конструктор            | Први дио | Други дио | Трећи дио | Стартна позиција |
| ---------------------- | -- | ------------------ | ---------------------- | -------- | --------- | --------- | ---------------- |
| 1                      | 44 | Луис Хамилтон      | Мерцедес               | 1:22.043 | 1:21.014  | 1:20.486  | 1                |
| 2                      | 77 | Валтери Ботас      | Мерцедес               | 1:22.367 | 1:21.193  | 1:20.598  | 2                |
| 3                      | 5  | Себастијан Фетел   | Ферари                 | 1:22.885 | 1:21.912  | 1:21.190  | 3                |
| 4                      | 33 | Макс Верстапен     | Ред бул—Хонда          | 1:22.876 | 1:21.678  | 1:21.320  | 4                |
| 5                      | 16 | Шарл Леклер        | Ферари                 | 1:22.017 | 1:21.739  | 1:21.442  | 5                |
| 6                      | 8  | Ромен Грожан       | Хас—Ферари             | 1:22.959 | 1:21.870  | 1:21.826  | 6                |
| 7                      | 20 | Кевин Магнусен     | Хас—Ферари             | 1:22.519 | 1:22.221  | 1:22.099  | 7                |
| 8                      | 4  | Ландо Норис        | Макларен—Рено          | 1:22.702 | 1:22.423  | 1:22.304  | 8                |
| 9                      | 7  | Кими Рејкенен      | Алфа Ромео—Ферари      | 1:22.966 | 1:22.349  | 1:22.314  | 9                |
| 10                     | 11 | Серхио Перез       | Рејсинг Поинт—Мерцедес | 1:22.908 | 1:22.532  | 1:22.781  | 10               |
| 11                     | 27 | Нико Хилкенберг    | Рено                   | 1:22.540 | 1:22.562  | N/A       | 11               |
| 12                     | 3  | Данијел Рикардо    | Рено                   | 1:22.921 | 1:22.570  | N/A       | 12               |
| 13                     | 23 | Александер Албон   | Торо Росо—Хонда        | 1:22.757 | 1:22.636  | N/A       | 13               |
| 14                     | 99 | Антонио Ђовинаци   | Алфа Ромео—Ферари      | 1:22.431 | 1:22.714  | N/A       | 14               |
| 15                     | 26 | Данил Квјат        | Торо Росо—Хонда        | 1:22.511 | 1:22.774  | N/A       | 15               |
| 16                     | 18 | Ленс Строл         | Рејсинг Поинт—Мерцедес | 1:23.017 | N/A       | N/A       | 16               |
| 17                     | 10 | Пјер Гасли         | Ред бул—Хонда          | 1:23.020 | N/A       | N/A       | 17               |
| 18                     | 55 | Карлос Саинс млађи | Макларен—Рено          | 1:23.084 | N/A       | N/A       | 18               |
| 19                     | 63 | Џорџ Расел         | Вилијамс—Мерцедес      | 1:24.360 | N/A       | N/A       | 19               |
| 20                     | 88 | Роберт Кубица      | Вилијамс—Мерцедес      | 1:26.067 | N/A       | N/A       | 20               |
| 107% времена: 1:27.758 |    |                    |                        |          |           |           |                  |
| Извор:                 |    |                    |                        |          |           |           |                  |

### Трка
| Поз                                                         | Бр | Возач              | Конструктор            | Кругови | Вријеме/Повукао се | Старт | Бодови |
| ----------------------------------------------------------- | -- | ------------------ | ---------------------- | ------- | ------------------ | ----- | ------ |
| 1                                                           | 77 | Валтери Ботас      | Мерцедес               | 58      | 1:25:27.325        | 2     | 261    |
| 2                                                           | 44 | Луис Хамилтон      | Мерцедес               | 58      | +20.886            | 1     | 18     |
| 3                                                           | 33 | Макс Верстапен     | Ред бул—Хонда          | 58      | +22.520            | 4     | 15     |
| 4                                                           | 5  | Себастијан Фетел   | Ферари                 | 58      | +57.109            | 3     | 12     |
| 5                                                           | 16 | Шарл Леклер        | Ферари                 | 58      | +58.203            | 5     | 10     |
| 6                                                           | 20 | Кевин Магнусен     | Хас—Ферари             | 58      | +1:27.156          | 7     | 8      |
| 7                                                           | 27 | Нико Хилкенберг    | Рено                   | 57      | +1 круг            | 11    | 6      |
| 8                                                           | 7  | Кими Рејкенен      | Алфа Ромео—Ферари      | 57      | +1 круг            | 9     | 4      |
| 9                                                           | 18 | Ленс Строл         | Рејсинг Поинт—Мерцедес | 57      | +1 круг            | 16    | 2      |
| 10                                                          | 26 | Данил Квјат        | Торо Росо—Хонда        | 57      | +1 круг            | 15    | 1      |
| 11                                                          | 10 | Пјер Гасли         | Ред бул—Хонда          | 57      | +1 круг            | 17    |        |
| 12                                                          | 4  | Ландо Норис        | Макларен—Рено          | 57      | +1 круг            | 8     |        |
| 13                                                          | 11 | Серхио Перез       | Рејсинг Поинт—Мерцедес | 57      | +1 круг            | 10    |        |
| 14                                                          | 23 | Александер Албон   | Торо Росо—Хонда        | 57      | +1 круг            | 13    |        |
| 15                                                          | 99 | Антонио Ђовинаци   | Алфа Ромео—Ферари      | 57      | +1 круг            | 14    |        |
| 16                                                          | 63 | Џорџ Расел         | Вилијамс—Мерцедес      | 56      | +2 круга           | 19    |        |
| 17                                                          | 88 | Роберт Кубица      | Вилијамс—Мерцедес      | 55      | +3 круга           | 20    |        |
| DNF                                                         | 8  | Ромен Грожан       | Хас—Ферари             | 29      | Точак              | 6     |        |
| DNF                                                         | 3  | Данијел Рикардо    | Рено                   | 28      | Судар              | 12    |        |
| DNF                                                         | 55 | Карлос Саинс млађи | Макларен—Рено          | 9       | Погонска јединица  | 18    |        |
| Најбржи круг: Валтери Ботас (Мерцедес) — 1:25.580 (57 круг) |    |                    |                        |         |                    |       |        |
| Извор:                                                      |    |                    |                        |         |                    |       |        |

Напомена
- ^1  – Укључујући 1 бод за најбржи круг.

## Стање у шампионату након трке
| Поз    | Возач            | Бодови |
| ------ | ---------------- | ------ |
| 1      | Валтери Ботас    | 26     |
| 2      | Луис Хамилтон    | 18     |
| 3      | Макс Верстапен   | 15     |
| 4      | Себастијан Фетел | 12     |
| 5      | Шарл Леклер      | 10     |
| Извор: |                  |        |

| Поз    | Конструктор   | Бодови |
| ------ | ------------- | ------ |
| 1      | Мерцедес      | 44     |
| 2      | Ферари        | 22     |
| 3      | Ред бул—Хонда | 15     |
| 4      | Хас—Ферари    | 8      |
| 5      | Рено          | 6      |
| Извор: |               |        |

- Напомена: Приказано је само првих пет позиција у обје конкуренције.